# Boianeț, Jovkva
Boianeț (în ucraineană Боянець) este localitatea de reședință a comunei Boianeț din raionul Jovkva, regiunea Liov, Ucraina.

## Demografie
Componența lingvistică a localității Boianeț
     Ucraineană (99,72%)
     Alte limbi (0,28%)
Conform recensământului din 2001, majoritatea populației localității Boianeț era vorbitoare de ucraineană (99,72%), existând în minoritate și vorbitori de alte limbi.